# جان جاك ماير
جان جاك ماير (بالفرنسية: Jean-Jacques Meyer)‏ هو مهندس فرنسي، ولد في أغسطس 1805 في ميلوز في فرنسا، وتوفي في 1877 في لوار في فرنسا.